# Monsterfreunde
Die Monsterfreunde sind Comic-Figuren, erfunden 2012 von Autor, Komponist und Musikpädagogen Michael Wagenthaler sowie Illustrator Marco Heimel. Dabei handelt es sich um sieben fröhliche Monster für das Volksschulalter namens DO, RE, MI, FA, SOL, LA und TI.
Etabliert wurden die Monsterfreunde 2015 als musikbasiertes Volksschulprogramm für den Einsatz im Klassenzimmer und erreichen aktuell (2025) 22.000 Kinder in 950 österreichischen Klassenzimmern.
Als jährliches Highlight der Monsterfreunde finden am Ende des Schuljahres große Abschlusskonzerte, unter anderem in der Wiener Stadthalle, Österreichs größter Veranstaltungsstätte, statt. Von 2018 bis 2024 war Bundespräsident Alexander Van der Bellen Ehrenschutz des Monsterfreunde-Programms, der 2023 auch persönlich bei einem Konzert anwesend war. Seit 2025 hat diese Funktion Bildungsminister Christoph Wiederkehr übernommen.
Mit über 18.000 teilnehmenden Sängerinnen und Sänger, ist es eine der größten Veranstaltungsreihen für Kinder seiner Art.
Die sieben Figuren und das darauf aufgebaute Schulprogramm wurden von Wagenthaler in seiner Zeit an einer Volksschule in den Jahren 2012–2015 erfunden und entwickelt. Alle Illustrationen sind handgefertigt von Marco Heimel.
Ziel ist es, Kinder über einen fantasievollen und innovativen Zugang für Schule und Wissen zu begeistern.

## Organisationsstruktur
Das Schulprogramm „Monsterfreunde“ wird von einem gemeinnützigen Verein, dem Monsterfreunde-Verein zur Förderung des kreativen Lernens, mit Sitz in Wien betrieben. Die Monsterfreunde GmbH organisiert und vertreibt sowohl die Konzerte, die Schulmaterialien sowie Merchandise-Produkte rund um die Monsterfreunde.

## Die Monsterfreunde in der Schule
Das Programm ist momentan für Lehrkräfte ausgelegt, die sich dazu entscheiden ihren Unterricht mit dem Monsterfreunde-Konzept zu gestalten. Derzeit gibt es das Programm für die vier Schulstufen der Volksschule. Ziel ist es, über das gemeinschaftliche Singen und einen fantasievollen Bildungszugang in den Volksschulen die Freude am Lehren und Lernen zu fördern. Für jedes Schuljahr gibt es, abgestimmt auf den Lehrplan, vier Abenteuer-Geschichten und ein Liederbuch mit acht Monsterfreunde-Liedern.
Bereits in der Entwicklungsphase konnte mit der Bildungsdirektion Wien (vormals Stadtschulrat) eine langjährige Partnerin gewonnen werden, die das Programm von Anfang an mitträgt.

### Musik als verbindende Sprache
Monsterfreunde bietet durch enge Zusammenarbeit mit Lehrkräften und der Hilfe von Chorprofis, eine musikalische Unterstützung zum Unterricht. Die zunehmenden Herausforderungen in Hinblick auf die schulischen Grundkompetenzen, wie sinnerfassendes Lesen, stellen das Bildungssystem vor immer größer werdende Aufgaben. Dabei ist der Zugang über die Musik ein erprobtes Instrument, das bereits national sowie international erforscht und belegt wurde.

### Die Monsterfreunde als fröhliche Lernbegleiter
Die Namen der sieben Monsterfreunde beziehen sich auf die Silben der Tonleiter (Solmisation). Graphisch sind sie in den Farben des Kinder-Xylophons gehalten. Jedem von ihnen ist außerdem eine bestimmte ambivalente Charaktereigenschaft zugeordnet und ist in einem der sieben Schulfächer in der Volksschule besonders gut.
| Monster              | Lieblingsfach     | Charaktereigenschaft/Stärke | Charaktereigenschaft/Herausforderung |
| -------------------- | ----------------- | --------------------------- | ------------------------------------ |
| Monsterfisch DO      | Turnen            | hilfsbereit                 | anhänglich                           |
| Monsterfrosch RE     | Mathematik        | ehrlich                     | direkt                               |
| Monstervogel MI      | Englisch          | gewissenhaft                | ängstlich                            |
| Monsterkatze FA      | Ethik und Gefühle | warmherzig                  | konfliktscheu                        |
| Monsterbär SOL       | Deutsch           | eigenständig                | eigensinnig                          |
| Monstereule LA       | Sachunterricht    | wissbegierig                | übereifrig                           |
| Fledermausmonster TI | Werken/Zeichnen   | lebhaft                     | ungeduldig                           |

### Programmwirkung der Monsterfreunde
Die Programmwirkung der Monsterfreunde wurde mit dem Unternehmen Measury, einem Sozialforschungsinstituts, 2023 erhoben und ausgewertet. Dabei wurde unter anderem die hohe Programmwirkung in Bezug auf Lernfreude und Lernerfolg sowie der positive Einfluss auf die Klassengemeinschaft festgestellt. Weiters fördern die Monsterfreunde die Kreativität und Musikalität der Kinder und das Selbstbewusstsein wird gestärkt. Acht von zehn Lehrkräfte empfehlen das Programm der Monsterfreunde weiter.

## Die Monsterfreunde zu Hause
Über die Homepage und den Monsterfreunde Youtube-Kanal können Kinder auch in ihrer Freizeit mit den Monsterfreunde lernen, singen und spielen.
Während der Corona-Pandemie haben die Monsterfreunde zusätzlich die große Mitsing-Aktion „Mut tut gut“, benannt nach einem Monsterfreunde-Lied, ins Leben gerufen. Einige Prominente haben bei dieser mitgemacht, wie zum Beispiel Barbara Karlich, Natalia Ushakova, Cesár Sampson, Gerald Fleischhacker, Nadja Maleh, Monica Weinzettl, Gerold Rudle, Herbert Steinböck und weitere. Zusätzlich gibt es die Möglichkeit die Monsterfreunde-CDs, Ordner, Plüschtiere und weitere Produkte käuflich zu erwerben.

## Die Monsterfreunde-Konzerte
Seit 2016 finden jährlich Konzerte in Wien statt. In den letzten Jahren unter anderem auch in Österreichs größter Veranstaltungshalle, der Wiener Stadthalle, Halle D. 2024 fanden an vier Veranstaltungstagen insgesamt acht Konzerte statt und zusätzlich gab es auch Konzerte in Linz.

### 2016
Am 6. Juni 2016 fand das erste große Monsterfreunde-Konzert in der Wiener Stadthalle, Halle F, statt: 750 Kinder sangen für Eltern und Lehrkräfte in Begleitung eines 50-köpfigen Sinfonieorchesters. Unter anderem bewies auch Natalia Ushakova ihr musikalisches Können. Moderiert wurde das Konzert von okidoki-Moderatorin Christina Karnicnik.

### 2017
Damit alle 2.800 Kinder auf die Bühne konnten, fanden am 13. Juni 2017 drei Konzerte in der Halle F der Wiener Stadthalle statt – wieder in Begleitung des 50-köpfigen Sinfonieorchesters.

### 2018
Zum 3. Mal fand am 12. Juni 2018 in der Wiener Stadthalle das größte Kinderchorkonzert Österreichs, unter dem Ehrenschutz von Bundespräsident Alexander Van der Bellen, mit über 4.500 singenden Kindern auf der Bühne statt. Prominente Unterstützung gab es vom Eurovision Song Contest Teilnehmer und drittplatzierten Cesár Sampson sowie Jazz Gitti.

### 2019
2019 fanden mehrere Konzerte an zwei Locations statt. 5.000 Monsterfreunde-Kinder der 1. und 2. Klasse traten im Globe Wien/Marx Halle auf, aufgeteilt auf mehrere Konzerte und Tage. Weiters gab es ein großes Abschlusskonzert der 3. und 4. Klassen in der großen Halle D der Wiener Stadthalle, bei dem 4000 Kinder mitwirkten. Zusätzlich gab es Gastauftritte unter anderem von Mathea, King & Potter, Olga Esina und Kirill Kourlaev. Moderiert wurde das Konzert von der Wiener-Opernball-Moderatorin Nina Kraft.

### 2020 & 2021
Auf Grund der Corona-Pandemie und den damit verbundenen Maßnahmen, fanden 2020 und 2021 keine Monsterfreunde-Konzerte statt. Zu dieser Zeit haben die Monsterfreunde die große Mitmach-Aktion „Mut tut gut“ ins Leben gerufen.
Eine weitere Idee der Monsterfreunde wurde 2021 realisiert. Mit der Aktion „Singen findet Stadt – ein Klangteppich über Wien“ waren alle 12.000 Monsterfreunde-Kinder und ihre Lehrkräfte via Radio miteinander verbunden. Gast war unter anderem auch der damalige Wiener Bildungsdirektor Heinrich Himmer. So konnte trotz der Hygienemaßnahmen ein Gemeinschaftsgefühl erzeugt werden. Wiens Bürgermeister Michael Ludwig übernahm den Ehrenschutz für dieses Projekt.

### 2022
In diesem Jahr sangen 10.000 Kinder die Monsterfreunde-Lieder. Moderiert wurden die Konzerte im Wiener Globe/Marx Halle von okidoki-Moderatorin Christina Karnicnik sowie dem Kabarettisten Gerold Rudle.

### 2023
Auch im Jahr 2023 gab es eine Steigerung der Anzahl der Monsterfreunde-Kinder im Chor. Diesmal sangen 16.000 Kinder auf der Bühne der Wiener Stadthalle, unter anderem vor Schirmherr und Bundespräsident Alexander van der Bellen. Weiters traten der Starmania-Sieger Stefan Eigner, die Percussion-Gruppe „Drumaticals“ und der Physiker Bernhard Weingartner auf. Mut zugesprochen hat unter anderem auch Monsterfreund und Bürgermeister der Stadt Wien Michael Ludwig mit einer Videobotschaft.

### 2024
Unter dem gemeinsamen Motto „One World“ feierten insgesamt über 16.000 Monsterfreunde-Kinder die Kraft der Musik und sangen vor über 30.000 Menschen im Publikum. Als Gäste traten in diesem Jahr Luftakrobatin und RTL-Supertalent Maria Gschwandtner gemeinsam mit acht Ballettkindern sowie den zweifachen Beatbox-Weltmeistern „M.O.M“. Über das Konzert berichtete unter anderem auch das ORF-Gesellschaftsmagazin Seitenblicke. Erstmals wurden auch Konzertauftritte in Linz realisiert, wo mehr als 450 Kinder mitwirkten.
Anfang November haben einige Monsterfreunde-Schülerinnen und Schüler bei der Eröffnungsveranstaltung des Weihnachtsmarktes vor dem Schloss Schönbrunn Monsterfreunde-Lieder zum Besten gegeben.
Am 27. November fand im Erste Campus in Wien das Bildungsfestival statt. Neben 500 Besucherinnen und Besuchern lauschte auch Bildungsstadtrat Christoph Wiederkehr einem Monsterfreunde-Chor, welcher drei Lieder bei der feierlichen Eröffnung zum Besten gab.

### 2025
Im Mai 2025 fanden wieder Konzerte der Monsterfreunde in der Wiener Stadthalle, Halle D, statt. Es gab eine Steigerung – sowohl auf der Bühne als auch im Publikum. 18.000 Kinder sangen mit ihren 2.000 Lehrkräften Lieder des Monsterfreunde-Programms, die sie während des Schuljahres erlernt haben. Ein buntes Rahmenprogramm mit Breakdancern, dem Seifenblasenkünstler Aramis und Kiril Kourlaev in einem Pax De Deux mit der 1. Solotänzerin des Wiener Staatsballetts, Olga Esina. Mitgetanzt haben Ballettkinder der Tanzschule Danceworld. 30.000 zahlenden Zuschauende waren begeistert über die Leistung der Kinder.
Bundespräsident Alexander Van der Bellen beehrte die Monsterfreunde samt Publikum mit einer Videobotschaft und Bildungsminister Christoph Wiederkehr, der in diesem Jahr den Ehrenschutz des Monsterfreunde-Programms übernommen hat, war bei einem Konzert zugegen.Bundespräsident Alexander Van der Bellen beehrte die Monsterfreunde samt Publikum mit einer Videobotschaft und Bildungsminister Christoph Wiederkehr, der in diesem Jahr den Ehrenschutz des Monsterfreunde-Programms übernommen hat, war bei einem Konzert zugegen.